# توم تايوو
توم تايوو (بالإنجليزية: Tom Taiwo)‏ (27 فبراير 1990 في المملكة المتحدة - ) هو لاعب كرة قدم بريطاني في مركز الوسط. شارك مع منتخب إنجلترا تحت 17 سنة لكرة القدم. أما مع النوادي، فقد لعب مع بورت فايل وتشيلسي وليدز يونايتد ونادي فالكيرك ونادي هيبرنيان ونادي كارلايل يونايتد.

## وصلات خارجية
- توم تايوو على موقع قاعدة بيانات كرة القدم.إي يو (الإنجليزية)
- توم تايوو على موقع Soccerbase.com (لاعب) (الإنجليزية)
- توم تايوو على موقع Soccerway.com (الإنجليزية)
- توم تايوو على موقع عالم كرة القدم.نت (الإنجليزية)